# Jane Hunt (femme politique)
Pour les articles homonymes, voir Jane Hunt.
Jane Marion Hunt, née le 4 juin 1966, est une femme politique britannique, membre du Parti conservateur.
Elle est députée pour Loughborough de 2019 à 2024. Elle a été sous-secrétaire d'État parlementaire aux Petites entreprises, aux Consommateurs et aux Marchés du travail.

## Carrière
Hunt siège au conseil municipal de Charnwood de 2003 à 2015 pour Loughborough Nanpantan et à partir de 2018 pour Quorn et Mountsorrel Castle. Elle travaille comme conseillère de son prédécesseur, Nicky Morgan, députée de Loughborough de 2010 à 2019. Elle est désignée candidate conservatrice aux élections législatives pour Leicester East lors des élections générales de 2010, puis se présente aux élections partielles de 2011 dans le quartier voisin de Leicester South. Elle se présente en vain à Nottingham South aux élections générales de 2015 et 2017.
Elle est élue aux élections générales de 2019. Elle prononce son premier discours à la Chambre des communes le 20 janvier 2020. Elle est nommée secrétaire parlementaire privée du Cabinet.